# نيكوليتا سافتا
نيكوليتا سافتا (بالرومانية: Nicoleta Safta)‏ مواليد 17 نوفمبر 1994 في رمينكو فيلتشا، هي لاعبة كرة يد رومانية.

## الإنجازات
- دوري أبطال أوروبا لكرة اليد للسيدات:
  - نصف النهائي: 2012، 2013